# Linea IRT Sixth Avenue
La linea IRT Sixth Avenue, anche chiamata Sixth Avenue Elevated o Sixth Avenue El, era una linea sopraelevata situata a Manhattan, la seconda di New York ad essere aperta dopo la linea IRT Ninth Avenue.
Nel 1938, venne acquista dalla città di New York e chiusa il 4 dicembre dello stesso anno. Fu infine smantellata nel 1939, ormai sostituita dalla linea IND Sixth Avenue, aperta tra il 1936 e il 1940.